# Seznam Lego videoher
Toto je seznam videoher s tematikou Lego.

## Původní hry
| Rok  | Název                                  | Žánr                          | Platforma                       | Platforma                                       | Platforma                                   | Platforma    |
| Rok  | Název                                  | Žánr                          | PC                              | Konzole                                         | Kapesní konzole                             | Mobil        |
| ---- | -------------------------------------- | ----------------------------- | ------------------------------- | ----------------------------------------------- | ------------------------------------------- | ------------ |
| 1995 | Lego Fun To Build                      | zábavný, vzdělávací           | —                               | Sega Pico                                       | —                                           | —            |
| 1997 | Lego Island                            | akční adventura               | Microsoft Windows               | —                                               | —                                           | —            |
| 1998 | Lego Loco                              | virtuální svět                | Microsoft Windows               | —                                               | —                                           | —            |
| 1998 | Lego Chess                             | taktika                       | Microsoft Windows               | —                                               | —                                           | —            |
| 1998 | Lego Creator                           | simulace managementu a stavby | Microsoft Windows               | —                                               | —                                           | —            |
| 1999 | Lego Friends                           | hudební                       | Microsoft Windows               | —                                               | —                                           | —            |
| 1999 | Lego Racers                            | závodní                       | Microsoft Windows               | PlayStation, Nintendo 64                        | Game Boy Color                              | —            |
| 1999 | Lego Rock Raiders                      | akční realtimová strategie    | Microsoft Windows               | PlayStation                                     | —                                           | —            |
| 2000 | Legoland                               | simulace                      | Microsoft Windows               | —                                               | —                                           | —            |
| 2000 | Lego My Style: Preschool               | zábavný, vzdělávací           | Microsoft Windows, Mac OS       | —                                               | —                                           | —            |
| 2000 | Lego My Style: Kindergarten            | zábavný, vzdělávací           | Microsoft Windows, Mac OS       | —                                               | —                                           | —            |
| 2000 | Lego Alpha Team                        | puzzle                        | Microsoft Windows               | —                                               | Game Boy Color                              | —            |
| 2000 | Lego Stunt Rally                       | závodní                       | Microsoft Windows               | —                                               | Game Boy Color                              | —            |
| 2000 | Lego Creator: Knights' Kingdom         | simulace managementu a stavby | Microsoft Windows               | —                                               | —                                           | —            |
| 2001 | Lego Island 2: The Brickster's Revenge | akční adventura               | Microsoft Windows               | PlayStation                                     | Game Boy Color, Game Boy Advance            | —            |
| 2001 | Lego Racers 2                          | závodní                       | Microsoft Windows               | PlayStation 2                                   | Game Boy Advance                            | —            |
| 2001 | Lego Bionicle                          | akční adventura               | —                               | —                                               | Game Boy Advance                            | —            |
| 2002 | Soccer Mania                           | sportovní                     | Microsoft Windows               | PlayStation 2                                   | Game Boy Advance                            | —            |
| 2002 | Island Xtreme Stunts                   | akční adventura               | Microsoft Windows               | PlayStation 2                                   | Game Boy Advance                            | —            |
| 2002 | Drome Racers                           | závodní                       | Microsoft Windows               | PlayStation 2, GameCube, Xbox                   | Game Boy Advance                            | —            |
| 2002 | Bionicle: Matoran Adventures           | plošinovka                    | —                               | —                                               | Game Boy Advance                            | —            |
| 2003 | Bionicle: The Game                     | akční adventura               | Microsoft Windows, macOS        | PlayStation 2, GameCube, Xbox                   | Game Boy Advance                            | —            |
| 2004 | Lego Knights' Kingdom                  | akční adventura               | —                               | —                                               | Game Boy Advance                            | —            |
| 2005 | Bionicle: Maze of Shadows              | akční RPG                     | —                               | —                                               | Game Boy Advance                            | —            |
| 2006 | Bionicle Heroes                        | third-person shooter          | Microsoft Windows               | PlayStation 2, GameCube, Xbox, Xbox 360, Wii    | Nintendo DS, Game Boy Advance               | Java ME      |
| 2009 | Lego Battles                           | realtime strategie            | —                               | —                                               | Nintendo DS                                 | —            |
| 2010 | Lego Universe                          | MMO                           | Microsoft Windows, macOS        | —                                               | —                                           | —            |
| 2011 | Lego Battles: Ninjago                  | realtime strategie            | —                               | —                                               | Nintendo DS                                 | —            |
| 2013 | Lego City Undercover                   | plošinovka                    | Microsoft Windows               | Nintendo Switch, PlayStation 4, Wii U, Xbox One | —                                           | —            |
| 2013 | Lego City Undercover: The Chase Begins | plošinovka                    | —                               | —                                               | Nintendo 3DS                                | —            |
| 2013 | Lego Friends                           | simulace života               | —                               | —                                               | Nintendo DS, Nintendo 3DS                   | Android, iOS |
| 2013 | Lego Legends of Chima Online           | MMO                           | Microsoft Windows               | —                                               | —                                           | iOS          |
| 2013 | Lego Legends of Chima: Laval's Journey | akční adventura               | —                               | —                                               | Nintendo DS, Nintendo 3DS, PlayStation Vita | —            |
| 2013 | Lego Legends of Chima: Speedorz        | závodní                       | —                               | —                                               | —                                           | Android, iOS |
| 2014 | Lego Minifigures Online                | MMO                           | Microsoft Windows, macOS, Linux | —                                               | —                                           | Android, iOS |
| 2014 | Lego Ninjago: Nindroids                | akční adventura               | —                               | —                                               | Nintendo 3DS, PlayStation Vita              | —            |
| 2015 | Lego Legends of Chima: Tribe Fighters  | shoot 'em up                  | —                               | —                                               | —                                           | Android, iOS |
| 2015 | Lego Ninjago: Shadow of Ronin          | akční adventura               | —                               | —                                               | Nintendo 3DS, PlayStation Vita              | Android, iOS |
| 2017 | Lego Worlds                            | sandbox                       | Microsoft Windows               | PlayStation 4, Xbox One, Nintendo Switch        | —                                           | —            |
| 2018 | Lego Cube                              |                               | Microsoft Windows               | —                                               | —                                           | Android, iOS |
| 2019 | Lego Arthouse                          | příběhová                     | macOS                           | —                                               | —                                           | iOS          |
| 2019 | Lego Brawls                            | bojová                        | macOS                           | —                                               | —                                           | iOS          |

## Licencované hry
| Rok  | Název                                            | Žánr            | Platforma                | Platforma                                               | Platforma                                                         | Platforma    |
| Rok  | Název                                            | Žánr            | PC                       | Konzole                                                 | Kapesní konzole                                                   | Mobil        |
| ---- | ------------------------------------------------ | --------------- | ------------------------ | ------------------------------------------------------- | ----------------------------------------------------------------- | ------------ |
| 2001 | Lego Creator: Harry Potter                       | simulace        | Microsoft Windows        | —                                                       | —                                                                 | —            |
| 2002 | Creator: Harry Potter and the Chamber of Secrets | simulace        | Microsoft Windows        | —                                                       | —                                                                 | —            |
| 2002 | Galidor: Defenders of the Outer Dimension        | akční adventura | Microsoft Windows        | —                                                       | Game Boy Advance                                                  | —            |
| 2005 | Lego Star Wars: The Video Game                   | akční adventura | Microsoft Windows, macOS | GameCube, PlayStation 2, Xbox                           | Game Boy Advance                                                  | —            |
| 2006 | Lego Star Wars II: The Original Trilogy          | akční adventura | Microsoft Windows, macOS | GameCube, PlayStation 2, Xbox, Xbox 360                 | Game Boy Advance, Nintendo DS, PlayStation Portable               | —            |
| 2006 | Lego Star Wars II Mobile                         | akční adventura | —                        | —                                                       | —                                                                 | Java ME      |
| 2007 | Lego Star Wars: The Complete Saga                | akční adventura | Microsoft Windows, macOS | PlayStation 3, Wii, Xbox 360                            | Nintendo DS                                                       | Android, iOS |
| 2008 | Lego Indiana Jones: The Original Adventures      | akční adventura | Microsoft Windows, macOS | PlayStation 2, PlayStation 3, Wii, Xbox 360             | Nintendo DS, PlayStation Portable                                 | —            |
| 2008 | Lego Batman: The Videogame                       | akční adventura | Microsoft Windows, macOS | PlayStation 2, PlayStation 3, Wii, Xbox 360             | Nintendo DS, PlayStation Portable                                 | —            |
| 2009 | Lego Rock Band                                   | taneční         | —                        | PlayStation 3, Wii, Xbox 360                            | Nintendo DS                                                       | —            |
| 2009 | Lego Indiana Jones 2: The Adventure Continues    | akční adventura | Microsoft Windows, macOS | PlayStation 3, Wii, Xbox 360                            | Nintendo DS, PlayStation Portable                                 | —            |
| 2010 | Lego Harry Potter: Years 1–4                     | akční adventura | Microsoft Windows, macOS | PlayStation 3, PlayStation 4, Wii, Xbox 360             | Nintendo DS, PlayStation Portable                                 | Android, iOS |
| 2011 | Lego Star Wars III: The Clone Wars               | akční adventura | Microsoft Windows, macOS | PlayStation 3, Wii, Xbox 360                            | Nintendo DS, Nintendo 3DS, PlayStation Portable                   | —            |
| 2011 | Lego Pirates of the Caribbean: The Video Game    | akční adventura | Microsoft Windows, macOS | PlayStation 3, Wii, Xbox 360                            | Nintendo DS, Nintendo 3DS, PlayStation Portable                   | —            |
| 2011 | Lego Harry Potter: Years 5–7                     | akční adventura | Microsoft Windows, macOS | PlayStation 3, PlayStation 4, Wii, Xbox 360             | Nintendo DS, Nintendo 3DS, PlayStation Portable, PlayStation Vita | Android, iOS |
| 2012 | Lego Batman 2: DC Super Heroes                   | akční adventura | Microsoft Windows, macOS | PlayStation 3, Wii, Wii U, Xbox 360                     | Nintendo DS, Nintendo 3DS, PlayStation Vita                       | Android, iOS |
| 2012 | Lego The Lord of the Rings                       | akční adventura | Microsoft Windows, macOS | PlayStation 3, Wii, Xbox 360                            | Nintendo DS, Nintendo 3DS, PlayStation Vita                       | Android, iOS |
| 2013 | Lego Marvel Super Heroes                         | akční adventura | Microsoft Windows, macOS | PlayStation 3, PlayStation 4, Wii U, Xbox 360, Xbox One | —                                                                 | —            |
| 2013 | Lego Marvel Super Heroes: Universe in Peril      | akční adventura | —                        | —                                                       | Nintendo DS, Nintendo 3DS, PlayStation Vita                       | Android, iOS |
| 2014 | The Lego Movie Videogame                         | akční adventura | Microsoft Windows, macOS | PlayStation 3, PlayStation 4, Wii U, Xbox 360, Xbox One | Nintendo 3DS, PlayStation Vita                                    | Android, iOS |
| 2014 | Lego The Hobbit                                  | akční adventura | Microsoft Windows, macOS | PlayStation 3, PlayStation 4, Wii U, Xbox 360, Xbox One | Nintendo 3DS, PlayStation Vita                                    | —            |
| 2014 | Lego Batman 3: Beyond Gotham                     | akční adventura | Microsoft Windows, macOS | PlayStation 3, PlayStation 4, Wii U, Xbox 360, Xbox One | Nintendo 3DS, PlayStation Vita                                    | Android, iOS |
| 2014 | Lego Star Wars: Microfighters                    | shoot 'em up    | —                        | —                                                       | —                                                                 | Android, iOS |
| 2015 | Lego Jurassic World                              | akční adventura | Microsoft Windows, macOS | PlayStation 3, PlayStation 4, Wii U, Xbox 360, Xbox One | Nintendo 3DS, PlayStation Vita                                    | Android, iOS |
| 2015 | Lego Dimensions                                  | akční adventura | —                        | PlayStation 3, PlayStation 4, Wii U, Xbox 360, Xbox One | —                                                                 | —            |
| 2016 | Lego Marvel's Avengers                           | akční adventura | Microsoft Windows, macOS | PlayStation 3, PlayStation 4, Wii U, Xbox 360, Xbox One | Nintendo 3DS, PlayStation Vita                                    | —            |
| 2016 | Lego Star Wars: The Force Awakens                | akční adventura | Microsoft Windows, macOS | PlayStation 3, PlayStation 4, Wii U, Xbox 360, Xbox One | Nintendo 3DS, PlayStation Vita                                    | Android, iOS |
| 2017 | The Lego Ninjago Movie Videogame                 | akční adventura | Microsoft Windows        | PlayStation 4, Switch, Xbox One                         | —                                                                 | —            |
| 2017 | Lego Marvel Super Heroes 2                       | akční adventura | Microsoft Windows        | PlayStation 4, Switch, Xbox One                         | —                                                                 | —            |